# فاطمة شبير
فاطمة الزهراء شبير (1997 - ) مصورة صحفية فلسطينية مقيمة في مدينة غزة، فازت بجائزة مؤسسة الصحافة العالمية للصور في عام 2022.

## الحياة والعمل
فاطمة الزهراء هي مصورة فوتوغرافية ولدت في غزة عام 1997. درست إدارة الأعمال في جامعة الأزهر. يركز عملها على توثيق الصراع الفلسطيني الإسرائيلي في مدينة غزة. نشرت أعمالها في العديد من الصحف الدولية بما في ذلك نيويورك تايمز، الغارديان، لو فيغارو، ليكسبريس ولو طون.

## الجوائز
- 2017: الجائزة الكبرى للصور الوثائقية، لحظات ناشيونال جيوغرافيك.[14]
- 2021: جائزة مدينة بربينيان ريمي أوشليك.[15]
- 2021: جائزة المؤسسة النسائية الدولية للإعلام 2021 للشجاعة في التصوير الصحفي.[16][17]
- 2021: أفضل 100 صورة لعام 2021 على مجلة تايم.[18]
- 2022: جائزة مؤسسة الصحافة العالمية للصور، الفائز الإقليمي (آسيا).

## معرض جماعي
- ناشيونال جيوغرافيك في دبي 2017.[14]